# 貝爾格拉斯 (北卡羅萊納州)
貝爾格拉斯（英語：Bear Grass）是一個位於美國北卡羅萊納州馬丁縣的城鎮。

## 人口
根據2020年美國人口普查的數據，貝爾格拉斯的面積為0.66平方千米，皆為陸地。當地共有人口89人，而人口密度為每平方千米135人。